# NGC 84

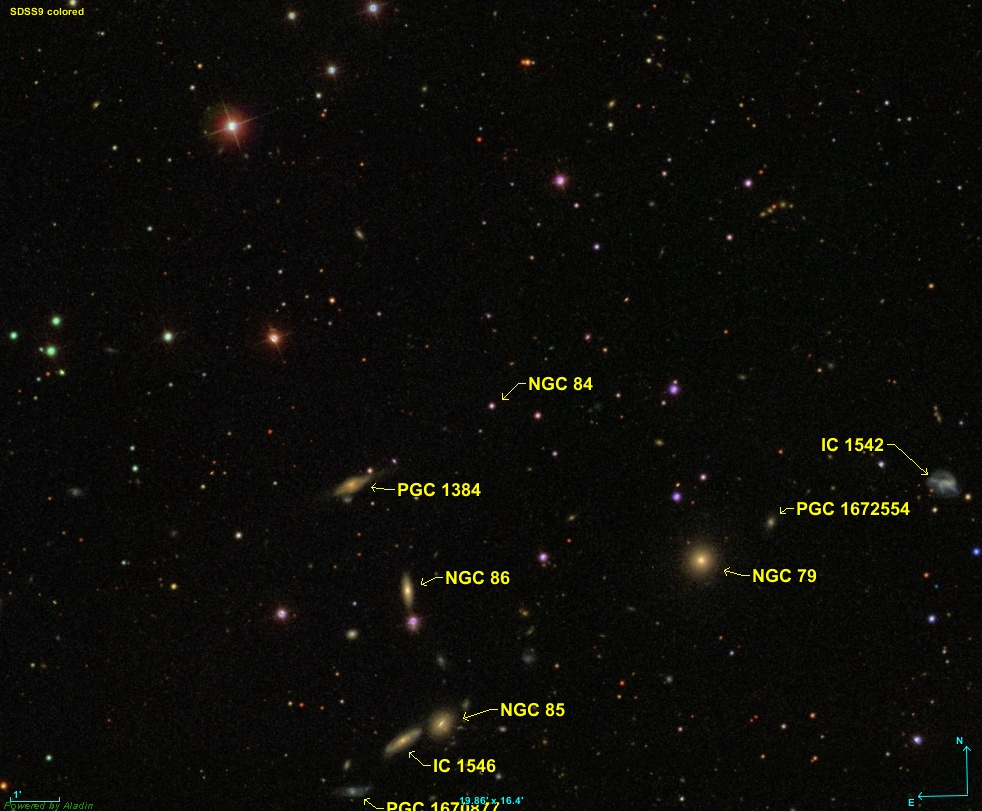
NGC 84

NGC 84 (PGC 3325897) là một ngôi sao trong chòm sao Tiên Nữ. Thường bị nhầm với PGC 1384, nó được ghi lại vào ngày 14 tháng 11 năm 1884 bởi Guillaume Bigourdan. NGC 84 được hiển thị dưới dạng PGC 1384 trong Wikisky.